# Irish Amateur Boxing Association
Die Irish Amateur Boxing Association (Abkürzung IABA, irisch Cumann Dornálaíochta Amaitéaraí na hÉireann) ist der irische Dachverband des Amateurboxens und organisiert, entwickelt und fördert das Amateurboxen in ganz Irland und Nordirland. Er gehört zu den zahlreichen nationalen Verbänden, die dem Boxweltverband AIBA angehören, und wurde im Jahre 1911 gegründet.
Der Verband hat in folgenden Provinzen jeweils einen Provinzrat gegründet: Ulster, Leinster, Connacht, Munster, Antrim und Dublin. Obwohl Antrim und Dublin nicht zu den vier traditionellen Provinzen von Irland gehören, entwickelten sich jeweils bemerkenswerte Box-Clubs.
Derzeitiger Präsident ist Tommy Murphy.

## Medaillen bei Olympischen Spielen
| Nr. | Jahr | Ort       | Medaille | Gewichtsklasse     | Boxer             | Klub              |
| --- | ---- | --------- | -------- | ------------------ | ----------------- | ----------------- |
| 1   | 1952 | Helsinki  | Silber   | Bantamgewicht      | John McNally      | White City BC     |
| 2   | 1956 | Melbourne | Silber   | Weltergewicht      | Fred Tiedt        | N/A               |
| 3   | 1956 | Melbourne | Bronze   | Fliegengewicht     | Johnny Caldwell   | N/A               |
| 4   | 1956 | Melbourne | Bronze   | Bantamgewicht      | Freddie Gilroy    | N/A               |
| 5   | 1956 | Melbourne | Bronze   | Leichtgewicht      | Tony Byrne        | N/A               |
| 6   | 1964 | Tokio     | Bronze   | Leichtgewicht      | James McCourt     | N/A               |
| 7   | 1980 | Moskau    | Bronze   | Fliegengewicht     | Hugh Russell      | N/A               |
| 8   | 1992 | Barcelona | Gold     | Weltergewicht      | Michael Carruth   | Drimnagh BC       |
| 9   | 1992 | Barcelona | Silver   | Bantamgewicht      | Wayne McCullough  | N/A               |
| 10  | 2008 | Peking    | Silver   | Halbschwergewicht  | Kenneth Egan      | Neilstown BC      |
| 11  | 2008 | Peking    | Bronze   | Mittelgewicht      | Darren Sutherland | St Saviours BC    |
| 12  | 2008 | Peking    | Bronze   | Halbfliegengewicht | Paddy Barnes      | Holy Family BC    |
| 13  | 2012 | London    | Silber   | Bantamgewicht      | John Joe Nevin    | Cavan BC          |
| 14  | 2012 | London    | Gold     | Leichtgewicht      | Katie Taylor      | Bray BC           |
| 15  | 2012 | London    | Bronze   | Fliegengewicht     | Michael Conlon    | St. John Bosco BC |
| 16  | 2012 | London    | Bronze   | Halbfliegengewicht | Paddy Barnes      | Holy Family BC    |